# Hippocampus subelongatus
Espèce
Statut de conservation UICN

 DD  : Données insuffisantes
Statut CITES
Hippocampus subelongatus est une espèce de poissons du genre hippocampe.